# Chiesa di Sant'Agata (Budrio)
La chiesa di Sant'Agata, costruita in uno stile barocco alleggerito e snellito, detto anche barocchetto bolognese, sorge nel centro di Budrio, in via Marconi (già via di Sant'Agata) al numero civico 35. Sotto l'aspetto storico e artistico è una delle chiese più importanti del paese, la prima ad essere stata edificata da una confraternita laicale.

## Storia
La chiesa, originariamente detta di Santa Maria Nuova, era «piccola [...] di forma quadrata [...] e si trovava fuori dalle mura del castello, sulla fossa, a levante in un luogo dove anticamente era un picciol romitorio» racconta Domenico Golinelli, storico budriese Quasi allo stesso modo si esprime Domenico Baldassari, curato di San Lorenzo dal 1660 al 1690, il quale, nel suo manoscritto Memorie antiche di Budrio, in Archivio parrocchiale di San Lorenzo, riferisce, a pagina 46, di «...un picciol romitello».
Nel 1379, concluso l'ampliamento del castello voluto dal cardinale Gomez Albornoz, la chiesa venne a trovarsi dentro le mura, dove, nel 1410, fu ricostruita «...da molti divoti budriesi capi di famiglia», che da pochi anni si erano costituiti in una Compagnia denominata "della Misericordia".
In quegli anni la vita sociale e spirituale del paese si svolgeva profondamente influenzata dall'accesa predicazione del movimento penitenziale  detto "dei Bianchi", che, fin in dal 1399 si era diffuso con grande rapidità in Bologna e nei territori confinanti.
Nel clima di quel movimento che, invocando la misericordia divina, indicava nella pratica della penitenza e nelle opere di carità elementi determinanti per la salvezza dell'anima, la Confraternita si affermò e iniziò a ricevere offerte e donazioni, con le quali, nel 1457, poté provvedere ad un primo ampliamento della propria chiesa  che venne «...allungata in forma irregolare».
Nel 1473 la chiesa venne nuovamente accresciuta con il completamento di un magnifico portico, già progettato fin dal 1443, costituito di sei luminose arcate, la più importante testimonianza artistica, per Budrio, del quindicesimo secolo. Cento anni dopo, nel 1573, la chiesa venne ampliata nuovamente con l'aggiunta, in profondità, di un oratorio, l'attuale abside.
Se da un lato tale ampliamento sopperì alle aumentate necessità di culto, dall'altro alterò ancor più profondamente gli equilibri estetici di tutto l'immobile, che risultò eccessivamente  sproporzionato in lunghezza.
Dovettero passare altri due secoli prima che la Compagnia potesse provvedere a quella profonda ristrutturazione, che portò la chiesa all'aspetto attuale. Nel 1783 infatti le lunghe attese poterono finalmente essere soddisfatte. Gli "assuntori" della Compagnia affidarono la realizzazione del progetto di ristrutturazione al giovane architetto budriese Giuseppe Tubertini che già godeva ampia stima nell'ambiente accademico di Bologna. Questi adottò alcuni accorgimenti che furono subito ammirati per l'originalità e la coerenza stilistica con i primi lineamenti del gusto neoclassico di cui l'Accademia Clementina si farà portavoce.
Il Tubertini divise idealmente la chiesa in tre zone: la navata, l'abside con il presbiterio e il coro. Modificò la navata ricavando quattro cappelle, due per parte, leggermente incassate ed elevate di due gradini, distanziate l'una dall'altra con coppie di lesene erette su basi unificate, che ornò con capitelli ionici.
Sulle quattro cappelle, sovrastate da un cornicione a tutto giro, aprì altrettante finestre e sostituì il tetto a capriate con una volta a botte. Completò poi la navata collocando, sopra la porta d'ingresso, l'organo e la cantoria. Predispose la zona absidale soprelevandola di due gradini rispetto alla navata  e definì il presbiterio rialzando il piano di ulteriori tre gradini, di cui uno per l'altar maggiore. Eresse quindi un colonnato disposto a semicerchio, che collegò, in alto, con una duplice copertura: la prima, a cupola e, a seguire, la seconda, a volta emisferica, dipinta a cassettoni. Infine, come elemento unificante di tutte le modifiche apportate, studiò un'ampia ornamentazione in stucco alla quale gli Assunti davano una grande importanza, addirittura preponderante rispetto agli altri lavori. L'esecuzione di questi venne affidata a due "valenti artisti", Antonio Lepori di Lugano e Giuseppe Leonardi di Bologna, molto noti sul posto per aver eseguito apprezzatissimi lavori nella chiesa parrocchiale di San Lorenzo. «Uno dei due eseguì l'ornato sopra l'arcata delle cappelle laterali, la decorazione sopra il cornicione e le cornici delle lapidi marmoree alle pareti del presbiterio; mentre l'altro  provvide alla esecuzione dello scudo accompagnato da volute e ghirlande  sopra l'arco del presbiterio» e alla ricca ornamentazione dell'altare.
Nel complesso, con questi felici accorgimenti il Tubertini riuscì a spezzare l'eccessiva lunghezza del tempio e con l'applicazione del bel barocchetto bolognese, alleggerito e snellito nella sobria solennità della sua interpretazione, rendendo possibile un'armoniosa visione d'assieme. Ottenne poi, oltre lo sfondo delle colonne, un effetto scenografico della tela e della grande cornice seicentesca di notevole suggestione.
La conclusione dei lavori venne solennizzata dall'intervento del cardinale di Bologna Andrea Giovannetti, benedettino. La Confraternita volle ricordare l'avvenimento con due iscrizioni a forma di lapide, che pose sulle pareti del presbiterio, una contrapposta all'altra: quella a destra per ricordare la conclusione dei lavori, 1792, con l'espressione: SACRA EXORNATA  AEDE. AN. MDCCXCII, quella a sinistra, per ricordare l'atto fondamentale con il quale il cardinale Francesco Gonzaga l'aveva precedentemente confermata e ufficializzata.
Fin alla fine del secolo e cioè fino alle soppressioni napoleoniche, la vita di questa chiesa è sempre stata così strettamente legata a quella della Confraternita che l'aveva voluta e a quella dell'ospedale di cui era parte integrante, da essere identificata con l'uno o con l'altra, indifferentemente. Tanto che nei documenti dal 1400 al 1700 viene spesso denominata: Confraternitas hospitalis Sanctae Agate o Societas Sanctae Agate od Hospitale Sanctae Agate. 
Se la Confraternita era il fulcro dell'attività economica e organizzativa, la chiesa fu per secoli il centro dell'attività religiosa e assistenziale del paese.
Per oltre due secoli, dalla ricostruzione settecentesca del Tubertini fino al 1944 la chiesa era stata regolarmente officiata. Nel settembre del 1944, secondo la testimonianza del Parroco di quel periodo, “venne requisita dall'autorità militare tedesca per essere adibita come luogo di deposito per il giornale Il Resto del Carlino. Nel corso di quella occupazione, che durò fino alla fine del conflitto, la caduta di alcune granate provocò il dissesto di una parte del tetto e il crollo della volta dell'abside. Terminata la guerra, dopo un utilizzo limitato ad alcune attività catechistiche e ricreative, la chiesa subì trent'anni (dal 1960 al Natale del 1989) di abbandono durante il quale cadde in un degrado che la rese assolutamente inutilizzabile. La ristrutturazione muraria e artistica degli interni, completata nell'anno 2000, ha comportato profondi interventi di pulitura, stuccatura e rifacimento degli intonaci ammalorati; trattamenti di deumidificazione e nuova tinteggiatura generale con tecnica a “velatura” appositamente studiata e adottata in rapporto alle esigenze riscontrate e concordate con la Soprintendenza ai Beni storici e artistici di Bologna; il restauro o il rifacimento degli stucchi distrutti dalla umidità; e, ancora, delle modanature, dei capitelli, delle basi delle colonne, degli archi, delle ghiere d'arco, dei portali, degli altari, dei paliotti e delle cornici dorate con restauri o rifacimenti di nuove dorature con foglie d'oro opportunamente “anticate” per il necessario adeguamento alla omogeneizzazione cromatica generale. Si è proceduto al consolidamento delle basi delle colonne e dei pilastri; al riposizionamento dell'organo e della cantoria, costituita da un balcone in aggetto, le cui mensole portanti avevano ceduto comportando un pericoloso abbassamento fino a bloccare il movimento del portone d'accesso e delle bussole paravento sottostanti. Sono stati eseguiti stuccaggi, levigatura e lucidatura del pavimento dell'aula centrale e del coro; sono state rinnovate le decorazioni pittoriche monocrome e policrome della volta e dell'arco della cappella maggiore e il rifacimento totale dell'impianto elettrico e di illuminazione, riportando, in tal modo, l'intero immobile alla sua sobria primaria bellezza. L'obiettivo a cui si tendeva non si limitava soltanto alla necessità di salvare la chiesa da un ormai inevitabile destino di morte, ma alla esigenza, non meno sentita, di recuperare la capacità evocativa della storia che essa rappresentava per i budriesi che l'avevano voluta, costruita e conservata per sei secoli, dal 1410, al 2000; la testimonianza dei sacrifici compiuti dai loro padri per dare vita e solennità al loro sentire religioso, artistico e sociale.

## Descrizione

### Il portico
Il portico antistante la chiesa di Sant'Agata merita una particolare attenzione per la ricchezza delle decorazioni in cotto, che lo distinguono in quanto rappresenta l'unica testimonianza dell'architettura tardo-gotica bolognese, forse la più antica e inusuale per Budrio, dove di questo stile non esistono altri attestati che qualche traccia di scarsa rilevanza.
Il portico, giunto fino a noi integro nella sua struttura, è formato da sei luminose arcate rette da colonne ottagonali, con la base di arenaria, gravanti su un muretto alto circa un metro dal piano stradale. I capitelli rappresentano foglie ripiegate ad altezze alterne. Quello della prima colonna, a differenza degli altri, evidenzia la forma di uno stemma. È opinione generale che  rappresentasse quello della Compagnia, divenuto illeggibile per la corrosione del tempo.
Un cornicione in cotto a tre sporgenze, digradanti verso il basso, formato da palmette e girali molto lavorati, separa il portico dal piano superiore. Su questo si aprono sei finestre ogivali, pure in cotto, con le ogive diversamente sagomate l'una dall'altra, che poggiano su mensole in aggetto. Sotto le stesse corrono due cornicette a cordone, sagomate a loro volta, con modanature varie, modulate a foglie di forme varianti.
Le prime due finestre si aprono ancor oggi sulla camera dei mantici dell'organo, mentre per le altre si può presumere che corrispondessero alle camere degli assistenti, del guardiano, del cappellano e dei servizi vari dell'ospedale, annesso alla chiesa e denominato anch'esso con il nome della santa patrona, ospedale Sant'Agata.

### La pala dell'altar maggiore
Racchiusa in una monumentale cornice di legno intagliato e dorato, spicca sul fondo della chiesa la pala, opera di Jacopo Lippi, budriese, eseguita, come si legge nel libro aperto in mano a san Paolo, nel 1629. Di notevoli dimensioni, 3,75x2,45 m, la tela rappresenta la Vergine in Paradiso incoronata dalla SS. Trinità in presenza di santi e sante venerati a Budrio in quell'epoca. Fra questi spiccano il patrono di Budrio, san Sebastiano, e la protettrice della Confraternita, sant'Agata. In merito a questa tela il Giordani annota «Molto sarebbe da distinguere circa i pregi di questa opera: havvi vaghezza e forza di colore, varietà ed espressione nelle teste, un tutto grandioso carraccesco e magistrale.» Giudizio condiviso anche da Carla Bernardini che, in accordo con il Malvasia di Felsina Pittrice (1678), osserva come il percorso artistico del Lippi sia stato influenzato inizialmente dalla scuola del Calvaert, poi dalla pittura dei Carracci, in particolare di Ludovico, di cui frequentò, lodatissimo, l'Accademia. Appartengono a questo pittore diverse altre opere fra cui, nella stessa chiesa di Sant'Agata, la tela raffigurante San Paolo e San Girolamo, del 1616. Ha eseguito inoltre una “gran tavola e due ampie lunette di carattere eucaristico (Trafugamento dell'Ostia e Punizione dei profanatori) per la chiesa monasteriale di San Pietro di Modena e una Crocefissione coi santi Andrea, Maddalena e Giovanni, ora nella chiesa di San Procolo, a Bologna. Dipinse, a fresco, una vasta serie di gesta di Maria Vergine negli archi del portico antistante la chiesa dell'Annunziata, a Bologna, quindi una Madonna con bambino e i santi Sebastiano e Rocco, in Arcivescovado, a Bologna. La pala della chiesa arcipretale della frazione di Bagnarola, 1630, che, a giudizio del Bodmer, ne rappresenta «...l'opera più progredita». Devesi pure a lui la Madonna con Bambino e santi Bartolomeo e Nicola della chiesa di San Lorenzo a Budrio. Questa, attribuita in passato a Paolo Carracci, alla luce di nuovi studi e più puntuali ricerche, Codicè Pinelli, Bernardini, Landolfi, concordano, oggi, nell'assegnarla definitivamente al pittore budriese. Infine, a sottolineare l'importanza artistica di questo pittore, Carla Bernardini annota  che «...ancora nel tardo Settecento la memoria della sua attività era ben viva anche oltre l'ambito locale  in un contesto di respiro nazionale». Jacopo Lippi fu anche abile e rinomato incisore in rame: eseguì e divenne famosa la macchina dei funerali del papa Gregorio XV che, all'epoca, fu ammirata e ripresa da altri artisti. La personalità artistica del Lippi si manifestò anche in un altro settore, all'epoca molto praticato: "nel dipingere di quadratura", essendo, come attesta il Giordani, «...fondatissimo e intelligentissimo di architettura e di prospettiva». Morì a Budrio nel 1640. La pala è stata recuperata nel 1992, a cura del locale Circolo Amici delle Arti, dalla restauratrice Katia Ronzani.

### La grande cornice
La monumentale cornice contenente la tela del Lippi, in legno interamente dorata, è costituita da una  trabeazione con motivi floreali eseguiti a intaglio, tipica lavorazione che, favorendo il gioco del chiaroscuro, impone una sensazione  di severità e di forza, attenuata tuttavia da due angioletti ai lati che rendono l'insieme più leggero e armonioso. Reggono la trabeazione quattro grandi colonne tortili, anch'esse ornate con angeli e composizioni floreali. In basso, alla base delle colonne, su due ovali uguali e contrapposti, è rappresentata la Madonna della Misericordia in atto di proteggere, sotto il suo manto, i confratelli della Compagnia, vestiti con il caratteristico saio e cappuccio bianco. Le basi delle colonne sono collegate fra loro da una vetrinetta a grate, che nel passato conteneva molte reliquie, fra le quali quelle di sant'Agata, rinvenute nel 1573 dentro ad una scatola di piombo, durante l'abbattimento di un muro, «ivi nascoste - come scrive il Golinelli - da qualche pio fedele acciocché non restassero profanate e disperse dalla empietà degli eretici, che nei passati secoli cotanto travagliarono questo territorio».

### Il coro ligneo
Il coro ligneo, di fabbricazione bolognese, si estende lungo le pareti laterali dell'abside per una lunghezza di nove metri per lato. Di sobria eleganza, è di ottima fattura in ogni suo elemento. La parte frontale è arricchita da un elegante inginocchiatoio collocato davanti ai tre scranni centrali. Gli scranni laterali sono assemblati in un corpo unico, non scomponibile. Ogni scranno è ornato con un fregio di elegante semplicità. Sopra ogni schienale figura un appendiabiti tornito, in noce, che serviva per fermarvi le tuniche dei confratelli durante le cerimonie solenni. Non risulta l'anno della esecuzione, tuttavia  in un partito del 1608 si legge che i confratelli «...per ornare gli scranni decisero di far fare tante spaliere di corame dorato» dal che si può dedurre che alla fine del Cinquecento il coro fosse già installato.  
Durante la seconda guerra mondiale il coro ligneo ha subito danni per la caduta della volta dell'abside, aggravati ulteriormente da alcuni vandalismi successivi. Il suo restauro è stato realizzato dall'ebanista Stefano Ronconi di Cesena negli anni che vanno dal 1996 al 1998, a cura del locale Circolo Amici delle Arti.

### Cappella di Sant'Agata: la tela e la statua
Al centro della cappella di Sant'Agata, posta in una nicchia, si trova la statua seicentesca della Santa, contornata dalla pala anticamente chiamata “frontale”. Nella parte superiore figurano angeli illuminati dallo Spirito Santo che recano palme e corone con riferimento al martirio della Santa. In basso sono rappresentati due santi: San Girolamo che, secondo l'iconografia del XIV secolo, è rappresentato con il leone addomesticato al quale il Santo aveva tolto una spina dalla zampa, e San Paolo, che regge con la mano sinistra un libro aperto con la firma: JACOBO DE LIPPIS D.B.F. (Dipinctor Butriensis Fecit), priva della data. Landolfi la ritiene  riferibile al 1616, un periodo, per il Lippi, di intenso lavoro. A giudizio del Giordani «...le teste dei due santi sono gravi e maestose, di forte colore e di un carattere largo e carraccesco, veramente nobile e lodevole». La statua, posta in nicchia al centro della tela che la contorna, è eseguita con pregevole fattura in cartapesta, legno e stucco. Rappresenta la Santa con una lacrima sul ciglio dell'occhio destro formata da un brillante, al collo una ricca collana di coralli, vestita con un  manto impreziosito da numerosi fregi in oro, nell'atteggiamento di reggere i simboli del suo martirio. Non si conosce l'autore, né la data della sua acquisizione. Tuttavia, poiché, come attesta il Landolfi, è  presente nel 1630 negli inventari dei beni artistici della chiesa, sembra fuori di dubbio poterla considerare presente, intorno al 1616, insieme con la pala, suo frontale.
Entrambe le opere sono state recuperate da recenti restauri curati dal Circolo Amici delle Arti di Budrio: la tela dalla restauratrice Katia Ronzani di Budrio nel 2004; la statua dalla ditta Pietro Antoni di San Cesario Modenese nel 1992.

### Cappella Codicè Pinelli: pala Gandolfi
Nella seconda cappella a sinistra, nota come Cappella Codicè Pinelli, dal nome dell'ultima famiglia che l'ha gestita in juspatronato, è collocata la pala rappresentante san Camillo de Lellis in atto, con l'aiuto di due angeli, di sollevarsi verso Gesù crocefisso, che, intanto, stacca le braccia dalla croce per accoglierlo e abbracciarlo. Il Giordani la ritiene eseguita da Gaetano Gandolfi (1734-1802) e la giudica «...dipinto pregevole per fuoco e vaghezza d'invenzione, per facilità e diligenza di esecuzione, per la sua maniera molto notabile ed estimata». Il Bodmer e il Codicè Pinelli invece l'attribuiscono al fratello Ubaldo. Un recentissimo studio del critico Prisco Bagni, allievo di Denis Mahon, lo riporta a Gaetano Gandolfi.

### L'organo e la sua cassa
L'organo della chiesa di Sant'Agata è collocato sopra la porta di accesso alla chiesa, addossato alla parete. Opera di Domenico Maria Gentili, come risulta da un cartiglio rinvenuto durante una visita conoscitiva in una segreta all'interno della cassa, che ne attesta la paternità e il numero progressivo con la formula Domenico Maria Gentili fece l'Anno 1790 opera XXVIIII. L'organo venne commissionato dagli assunti della Compagnia in occasione del rinnovamento di tutta la chiesa (1792) per sostituire quello esistente, del quale si volle conservare la cassa, ancora in ottimo stato. I giudizi su questo organo sono sempre stati di grande estimazione come si rileva dai numerosi documenti relativi a interventi di revisione e di restauri nei quali ricorrono spesso espressioni come "oggetto prezioso", "di qualità non comune", "quasi direbbesi insuperabile nel suo genere"; oppure "un'opera che va annoverata tra le principali della Provincia", "sempre stato [oggetto] d'ammirazione" da parte di organisti e musicisti. La cassa, già appartenuta all'organo precedente, anch'essa monumentale come la grande cornice della tela principale, è costruita in legno intagliato e dorato. La cimasa, a cuspide spezzata, è ornata con volute in legno dorato, mentre due urne stilizzate, con fiamma rossa, insistono sugli spioventi. La trabeazione è retta da due lesene rudentate di ordine dorico, terminanti, alla base, con due stemmi a scudo ovale non leggibili.

### La statua del Cristo deposto
Collocata in una nicchia rappresentante il santo sepolcro, sotto il primo altare a sinistra, è conservata l'ammirevole statua in cotto raffigurante Cristo deposto. Il senso di abbandono del volto e delle membra del Cristo nella quiete della morte è reso ancor più suggestivo e toccante dal ripristino del colore originario dovuto al recente restauro (1992). Quest'opera, per le caratteristiche stilistiche, l'alta qualità esecutiva, la grazia e levità del chiaroscuro, è unanimemente attribuita allo scultore bolognese Giuseppe Maria Mazza. Coerentemente con queste valutazioni, colpisce la forte rassomiglianza con quella del Cristo posta nell'Oratorio di Santa Maria dei Guarini di Bologna.
Il restauro è stato eseguito dalla Ditta  Pietro Antoni  di San Cesario modenese, l'anno 1992, a cura del Circolo Amici delle Arti di Budrio. Le valutazioni artistiche e le attribuzioni sono dello stesso restauratore, condivise dalla Direzione dei Lavori condotta dalla Soprintendenza ai Beni culturali e storici di Bologna.